# Les Témoins (Torchwood)
Pour les articles homonymes, voir Les Témoins.
Les Témoins (The Middle Men traduction littérale : Les intermédiaires) est le sixième épisode de la quatrième saison de la série télévisée britannique Torchwood, saison intitulée Torchwood : Le Jour du Miracle.

## Accroche
Après la mort de Vera Juarez, les équipes de Torchwood au pays de Galles et en Californie luttent pour sortir les informations sur l'horrible réalité du sort réservée aux Catégorie 1. Mais les mystérieux instigateurs du Miracle sont sur le point de frapper.

## Distribution
- John Barrowman : Capitaine Jack Harkness
- Eve Myles : Gwen Cooper
- Mekhi Phifer : Rex Matheson
- Alexa Havins : Esther Drummond
- Kai Owen : Rhys Williams
- William Thomas : Geraint Cooper
- Ernie Hudson : Stuart Owens
- Frederick Koehler : Ralph Coltrane
- Marc Vann : Colin Maloney
- Jason Brooks : Porte-parole de l'Administration
- Ciera Payton : Janet
- Jonathan Spencer : Tony
- Eric Steinberg : Zheng Yibao
- Alexis Delarosa : Jeune gardien
- Brittnee Garza : Employée
- Brendan Hughes : Pidgeon
- Liz Jenkins : Rachel
- Lena Kaur : Dr. Alicia Patel
- Janice Kent : Psychiatre
- Isaac Stephen Montgomery : Soldat pas commode
- William Patrick Riley : Hôte du restaurant
- Marty Ryan : Gardien âgé
- Inger Tudor : Mrs. Owens

## Résumé
Lors de la séquence pré-générique, le Directeur général de PhiCorp, Stuart Owens, tente d'enquêter sur les camps de surplus mais son enquêteur à Shanghai préfère sauter d'un gratte-ciel pour détruire son cerveau plutôt de lui dire l'horreur de ce qui se passe réellement. Jack a plus tard un entretien avec Owens et apprend de lui que PhiCorp est tout autant une marionnette qu'un autre membre du système, et que quiconque a orchestré le Miracle l'a préparé depuis très longtemps. Il apprend aussi un autre terme désignant le Miracle que l'équipe d'enquêteurs d'Owens a découvert: "la bénédiction", et cela date des années 90.
Au camp de San Pedro, Rex termine son message vidéo qui inclut les images de l'incinération du docteur Juarez, et Esther commence à suspecter que quelque chose est arrivé au Dr. Juarez. Rex tente de se faire passer pour un soldat du camp de San Pedro mais il échoue et est capturé. Le tueur de Juarez, le directeur du camp Colin Maloney, a brièvement l'idée d'utiliser la vidéo de Rex pour montrer la mort du Dr Juarez et devenir un héros, mais finalement il tente de tuer Rex. Esther les trouve à temps et il lui faut étrangler Maloney. Avec l'aide du soldat Ralph Coltrane qui s'est rendu complice du meurtre de Juarez, ils parviennent à s'échapper du complexe avec la vidéo. Ils la mettent en ligne, déclenchant des protestations publiques, mais cela ne change pas la position du gouvernement sur les camps de surplus et sur le système de catégorisation de la vie et de la mort.
Au pays de Galles, Gwen parvient à sortir son père du camp de surplus, Rhys en fracassant les portes avec Geraint à l'arrière de son camion. Avec ses lentilles de contact Torchwood, Gwen diffuse publiquement un message expliquant le but des camps de surplus avant de faire sauter les Modules (où les gens sont incinérés) de l'installation de Cardiff. Cependant, de retour à l'aéroport de Los Angeles elle ne parvient pas à reprendre contact avec Rhys. Un appel mystérieux au téléphone lui dit de mettre les lentilles, par lesquelles elle reçoit un message des conspirateurs qui ont créé le Miracle: ils détiennent sa mère, son mari et sa fille, et pour les libérer elle doit leur remettre Jack.

## Réception
En France, les épisodes 4 à 6 de la saison 4 ont été diffusés en première partie de soirée sur NRJ 12 le 7 décembre 2011. Ils ont réalisé une très bonne audience avec de 600 000 à 800 000 téléspectateurs, avec des scores élevés sur la cible des ménagères de moins de cinquante ans (de 4 % à 6 %).